# Jonathan Kozol

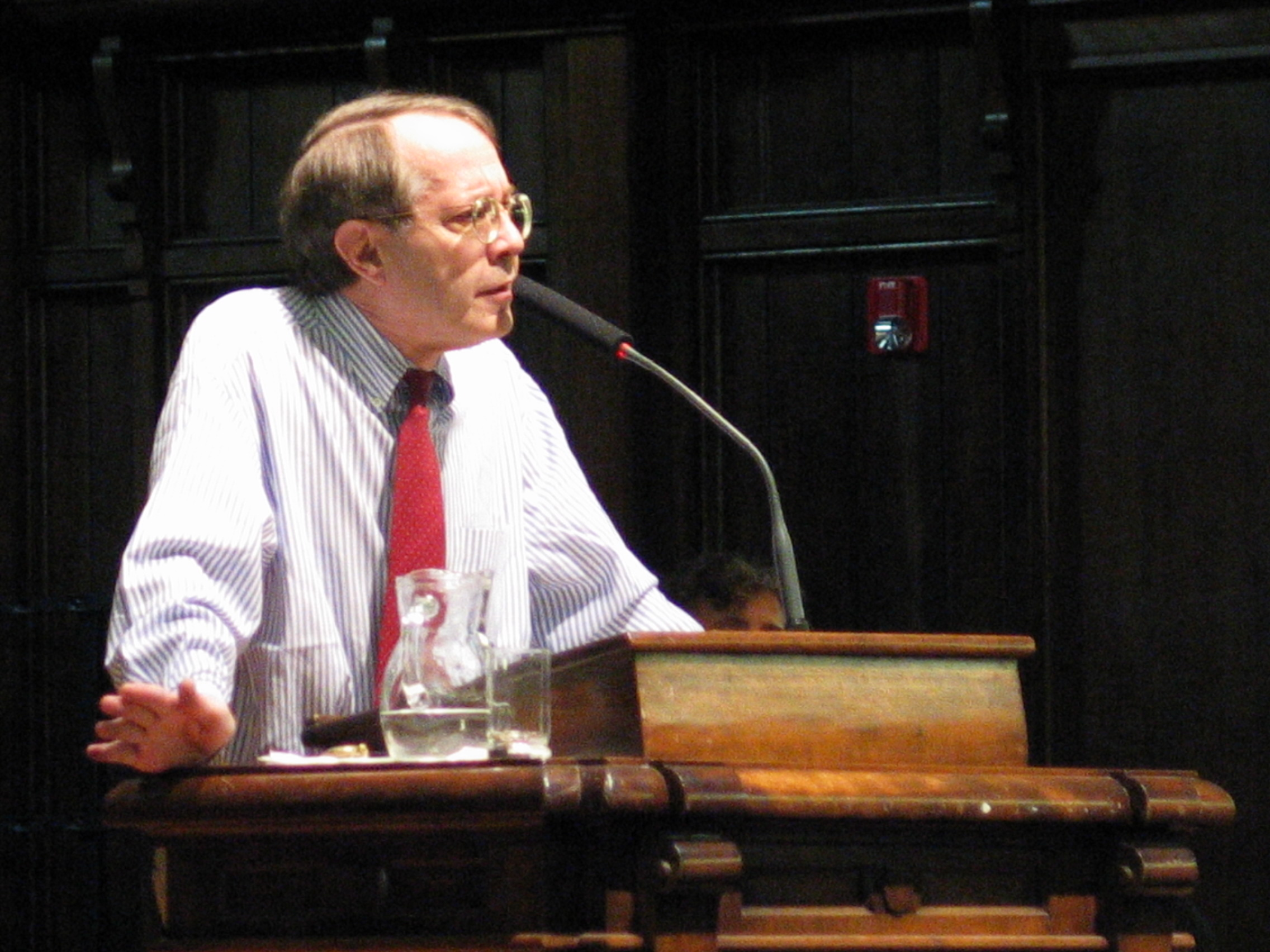
Jonathan Kozol

Jonathan Kozol (* 5. September 1936 in Boston, Massachusetts) ist ein US-amerikanischer Sachbuch-Autor, Pädagoge und Aktivist, der für seine Bücher über die öffentliche Bildung in den Vereinigten Staaten bekannt wurde.

## Leben
Kozol besuchte 1954 die Noble and Greenough School und bekam seinen Abschluss an der Harvard University mit summa cum laude im Jahr 1958 in englischer Literatur. Ihm wurde ein Rhodes-Stipendium für das Magdalen College in Oxford verliehen. Statt des Stipendiums ging er jedoch nach Paris, um dort von erfahrenen Autoren wie William Styron und Richard Wright Schreiben zu lernen. Nach seiner Rückkehr wurde er als Hauslehrer für Kinder in Roxbury engagiert. Bald darauf nahm er eine Stelle als Lehrer in der Boston Public Schools an. Dort wurde er jedoch entlassen, weil er ein Gedicht von Langston Hughes besprochen hatte. Diese Erfahrung beschrieb Kozol später in seinem Buch Death at an Early Age, das 1967 erschien und ein Jahr danach mit dem National Book Award ausgezeichnet wurde. Nach seiner Entlassung nahm er eine Stelle bei den Newton Public Schools an und lehrte dort einige Jahre, bevor er sich ganz seiner Arbeit als Schriftsteller und Aktivist widmete.
Kozol ist Anhänger der amerikanischen Bürgerrechtsbewegung und setzt sich für soziale Gerechtigkeit ein, insbesondere was die Schulbildung betrifft. Seine Bücher, die zumeist in hohen Auflagen erschienen, spiegeln diese Ansichten wider. An Kozol wurden verschiedene Stipendien vergeben, dazu zählen das Guggenheim-Stipendium und das der Rockefeller Foundation.
Kozol arbeitet derzeit in der Redaktion des Greater Good Magazine, herausgegeben vom Good Science Center der University of California, Berkeley.

## Werke (Auswahl)
- Death at an early age; the destruction of the hearts and minds of Negro children in the Boston public schools. Boston 1967, Houghton Mifflin.
- Free schools. Boston 1972, Houghton Mifflin, ISBN 0-395-13606-7.
- The night is dark and I am far from home. Boston 1975, Houghton Mifflin, ISBN 0-395-20727-4.
- Rachel and her children: homeless families in America. New York 1988, Crown Publishers, ISBN 0-517-56730-X.
- Savage inequalities: children in America's schools. New York 1991, Crown Publishers, ISBN 0-517-58221-X.
- Amazing grace: the lives of children and the conscience of a nation. New York 1995, Crown Publishers, ISBN 0-517-79999-5.
- Ordinary resurrections : children in the years of hope. New York 1995, Crown Publishers, ISBN 0-517-70000-X.
- The shame of the nation: the restoration of apartheid schooling in America. New York 2005, Crown Publishers, ISBN 1-4000-5244-0.
- Letters to a young teacher. New York 2007, Crown Publishers, ISBN 0-307-39371-2.